# Bleke sperwer
De bleke sperwer (Tachyspiza poliocephala) is endemische roofvogelsoort uit Nieuw-Guinea uit de familie van de havikachtigen (Accipitridae).

## Beschrijving
De bleke sperwer heeft een grijze kop en bovenlichaam, een witte onderkant en donkere vleugeltoppen en lijkt sterk op de grijze havik, maar hij is kleiner en wordt ongeveer 33 tot 41 cm groot. Deze sperwer is van onder egaal lichtgrijs tot wit en heeft een opvallend donker oog en rode poten.

## Verspreiding en leefgebied
De bleke sperwer heeft een groot verspreidingsgebied door heel Nieuw-Guinea en de omringende eilanden zoals Misool, Waigeo, Batanta, Salawati, Japen, Fergusson, Tagula, Misima en de Aroe-eilanden.
Het is een vrij onopvallende, schuwe vogel die leeft in dichte bossen of bij bosranden.

## Leefwijze
Hij jaagt vooral op hagedissen en grote ongewervelde dieren.

## Status
De bleke sperwer heeft een groot verspreidingsgebied en daardoor alleen al is de kans op uitsterven uiterst gering. De grootte van de populatie wordt geschat op enkele tienduizenden vogels. Er wordt verondersteld dat de soort in aantal stabiel blijft, daarom deze sperwersoort als niet bedreigd op de Rode Lijst van de IUCN.